# ヒドロスミン
ヒドロスミン(Hidrosmin)はフラボン配糖体の1つで、ジオスミンのアグリコンの5位の水酸基(-OH)がO-ヒドロキシエチル基(-O-CH2-CH2-OH)に置換した構造の化合物。血管保護作用を持つ。